# Signôra
Signôra è una frazione del comune svizzero di Lugano, nel Canton Ticino (distretto di Lugano). Fa parte del quartiere di Val Colla.

## Storia

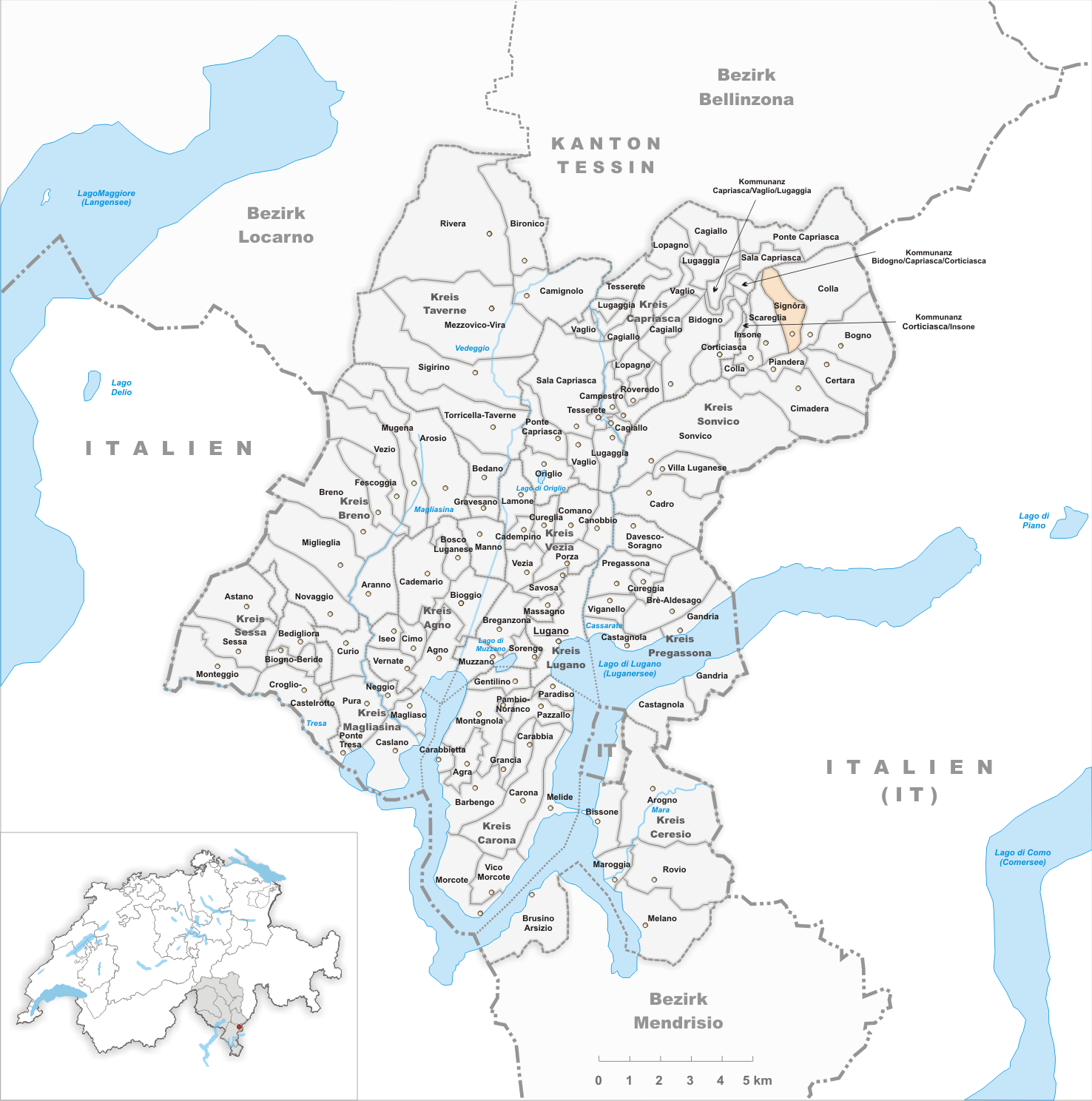
Il territorio del comune di Signôra prima degli accorpamenti comunali del 1956

Già comune autonomo, nel 1956 è stato accorpato agli altri comuni soppressi di Colla, Insone, Piandera e Scareglia per formare il nuovo comune di Valcolla, il quale a sua volta nel 2013 è stato aggregato agli altri comuni soppressi di Bogno, Certara e Cimadera per formare il nuovo quartiere di Lugano denominato Val Colla.

## Monumenti e luoghi d'interesse
- Oratorio di San Giuseppe, eretto nel 1819 con un'aula rettangolare e una volta a botte. La chiesa è dotata di un coro e di un campanile con coronamento a tamburo ottagonale e conserva il portale originale. L'altare in legno risale al 1931, quando fu trasportato a Signôra da Ortisei, ed è decorato da una pala d'altare settecentesca che rappresenta la Madonna col Bambino, san Giuseppe, sant'Antonio di Padova e le anime purganti[senza fonte].

## Amministrazione
Ogni famiglia originaria del luogo fa parte del cosiddetto comune patriziale ed ha la responsabilità della manutenzione di ogni bene ricadente all'interno dei confini della frazione.